# Satyrus bipunctata
Satyrus bipunctata är en fjärilsart som beskrevs av Ramon Agenjo Cecilia 1963. Satyrus bipunctata ingår i släktet Satyrus och familjen praktfjärilar. Inga underarter finns listade.